# Teateråret 1930

## Händelser

### Februari
- 12 februari - Dramaten gästspelar i Västerås med Balldevins bröllop av Vilhelm Krag i regi av Alf Sjöberg när Dramaten gör sin första uppsättning utanför Stockholm [1].

### Augusti
- 20 augusti - Jussi Björling debuterar på operan som Don Ottavio i Mozarts Don Juan på Kungliga Operan [2].

### September
- 10 september - Svenske revyartisten Ernst Rolf gifter sig med skådespelerskan Tutta Berntsen i Stockholms rådhus.

### Okänt datum
- Alf Sjöberg regidebuterar på Dramaten.

## Årets uppsättningar

### Februari
- 4 februari - Walter W. Ellis pjäs Nästan gifta (Almost a Honeymoon) uruppförs på Garrick Theatre i London.

### Mars
- 5 mars - Anna Wahlenbergs pjäs Pappas kria har urpremiär i SR [3].
- 8 mars - Jens Lochers pjäs Farmors revolution (De gamles Oprør) uruppfördes på Dagmarsteatret i Köpenhamn.

### Juni
- 7 juni - Gideon Wahlbergs folklustspel Söderkåkar uruppfördes på Tantolundens friluftsteater i Stockholm

### September
- 8 september - Jens Lochers pjäs Farmors revolution (De gamles Oprør) har Sverigepremiär på Oscarsteatern i Stockholm.
- 9 september – Oskar Braatens pjäs Bra mennesker uruppförs på Nationaltheatret i Oslo.[4]

### Okänt datum
- Edward Childs Carpenter pjäs Ungkarlspappan (The Bachelor Father) med regi av Olof Molander har svensk premiär på Dramaten i Stockholm
- Paul Sarauws pjäs Peter den store har urpremiär på Det Ny Teater i Köpenhamn
- Edvin Ziedners musikverk Bellman, Vaudevill uruppförds på Kungliga Teatern i Stockholm
- Louis Verneuils pjäs Monsieur Lamberthier har svensk premiär på Dramaten
- Walter W. Ellis pjäs Nästan gifta (Almost a Honeymoon) har Sverigepremiär på Vasateatern i Stockholm.